# Пророкова џамија
Пророкова џамија (арап. المسجد النبوي [] — ’Ел Месџид ен Набави’), позната и као Посланикова џамија, џамија је коју је основао и лично изградио исламски пророк Мухамед, а налази се у Медини у Саудијској Арабији. Друга је по важности у историји ислама (после Свете џамије у Меки), и једна је од највећих џамија на свету. Непрекидно је отворена за јавност.
Грађевина је првобитно била продужетак Мухамедове куће; тамо се доселио након Хиџре (пресељења) из Меке у Медину 622. године. У великој мери је учествовао у изградњи џамије. У почетку је то била просторија без крова, а имала је и улогу центра заједнице, суднице и верске школе. Постојала је издигнута платформа за људе који су учили Куран. Каснији владари су у великој мери проширили и украсили тај део џамије. Од 1909. године постаје прва грађевина Арабијског полуострва која је опскрбљена електричном енергијом.
Џамија је под контролом Чувара две Свете џамије — краља Салмана бин Абдулазиза ал-Сауда. Она се налази у некадашњем централном делу Медине, окружена бројним хотелима и базарима и представља друго најзначајније место ходочашћа, јер многи муслимани током хаџилука долазе у Медину да посете џамију због њене везе с Мухамедовим животом.
Након проширења током владавине омејадског халифе Ел-Велида I, у састав џамије улази гроб Мухамеда и прве две праведне халифе, Ебу Бекра и Омера.
Једна од најзначајнијих одлика џамије је Зелена купола на југоисточној страни, где су се налазиле Аишине одаје, а Мухамед је под њом сахрањен. Током 1279, дрвена купола је изграђена изнад гроба, а касније је реновирана више пута крајем 15. века и једном 1817. године. Садашњи изглед купола добија 1818. од стране османског султана Махмуда II, а први пут је офарбана у зелено 1837. и отад се назива Зеленом куполом.

## Рани период
Џамију је изградио Мухамед 622. године након доласка у Медину. Јашући камилу по имену Касва, стигао је на садашње земљиште џамије. Земљу су поседовали Сахал и Сухејл, који су је користили као гробље и место за сушење урми. Одбијајући да прихвати земљиште као поклон, Мухамед ју је купио и требало му је седам месеци да заврши изградњу џамије. Димензије су јој биле 30,5 m × 35,62 m. Кров је био покривен палминим лишћем, а првобитна висина џамије је износила 3,6 m. Троја врата на џамији била су Врата милости (Bab al-Rahma) на јужној, Врата Архангела Гаврила (Bab al-Ğibril) на западној и Женска врата (Bab an-Nisā') на источној страни.
Након битке код Хајбера џамија је проширена на 47,32 m у дужини и ширини, а три реда стубова додата су уз западни зид, што је постало место молитве. Џамија није мењала облик током владавине Ебу Бекра, првог праведног халифе. Други халифа, Омер, уништио је све куће око џамије, осим одаја Мухамедових супруга, да би је знатно проширио. Нове димензије џамије износиле су 57,49 × 66,14 m. За изградњу зидова око џамије коришћене су земљане цигле. Осим посутог камења по поду, висина крова повећана је на 5,6 m. Омер је такође изградио још три капије за улаз.
Трећи праведни халифа, Осман, срушио је џамију 649. године. Десет месеци трајала је изградња џамије правоугаоног облика, која је лицем била окренута ка Меки. Димензије нове џамије биле су 81,40 m × 62,58 m. Број капија и њихова имена остали су непромењени. Зидови око џамије направљени су од камена обложеног малтером. Стубови од палминих стабала замењени су каменим стубовима ојачаним гвозденим клиновима. При реконструкцији плафона коришћена је тиковина.

## Средњи период
Током 707. године омејадски халифа Ел-Велид I обновио је џамију. Радови су трајали три године. Материјал је допремљен из Византије. Површина џамије повећана је с 5094 m² током Османовог периода на 8672 m². Изграђен је зид који је одвајао џамију од одаја Мухамедових супруга. Џамија је изграђена у трапезоидном облику са дужином од 101,76 m. Први пут у џамији су изграђени тремови, спајајући северни део грађевине са светилиштем. Први пут у Медини су изграђени и минарети јер је Ел-Велид I подигао четири минарета око џамије.
Абасидски халифа Ел-Мехди проширио је џамију ка северној страни за 50 m. Његово име уклесано је у зидове џамије. Такође је планирао да уклони шест степеника ка минберу, али је одустао од ове идеје јер би овим чином уништио дрвене основе на којима су изграђени. 
Према записима Ибн Кутејбе, и халифа Ел-Мамун извршио је неке измене на џамији. Ел-Мутевекил је изравнао унутрашњост Мухамедове гробнице мермером. Ел-Ешреф Кансух ел-Гаври, претпоследњи мамелучки султан, изградио је камену куполу изнад гробнице током 1476.
У југоисточном делу џамије налази се света стаза, Ревда (Rawda), која је покривена куполом, а изградио ју је султан Махмуд II. Купола је офарбана у зелено 1837. и отад је позната као Зелена купола.
Султан Абдулмеџид I обнављао је џамију 13 година, почевши од 1849. Као главни материјал за реконструкцију џамије коришћена је црвена цигла. Површина поплочаног шеталишта повећана је за 1293 m². На зидовима су исламском калиграфијом уклесани ајети из Курана. На северној страни џамије изграђена је медреса за учење Курана.